# Хајде води ме одавде
Хајде води ме одавде је други студијски албум певачице Вики Миљковић издат 1994. за Лаки саунд и Центросцену. Музику су радили Фута Радуловић и Нинослав Адемовић, док је текстове писала Марина Туцаковић. Аранжмане је такође радио Фута. Снимљени су музички спотови за песме Хајде води ме одавде и Ником није лепше него нама.

## Списак песама
1. Да ли видиш Боже мој
2. Што ме пушташ срећо саму
3. Ником није лепше него нама (кока кола, малборо, сузуки)
4. С тобом сам принцеза
5. Отпала ти рука
6. Хајде води ме одавде
7. Ту ме пољуби
8. Само ти си крив